# Association internationale des jeux des îles
L'Association internationale des jeux des îles (IIGA) est une organisation dont le seul but est d'organiser les Jeux des îles, une compétition multisports bisannuelle amicale entre des équipes de plusieurs îles européennes et d'autres petits territoires. L'IIGA assure la liaison avec les associations insulaires membres et avec les sponsors des jeux. Il examine si les îles souhaitant adhérer répondent aux critères d'adhésion.
L'historique des Jeux des Îles et des résultats des jeux se trouve sur la page officiel de l'IIGA.
L'IIGA a été fondée sur l' île de Man en 1985. Les membres viennent d'îles situées dans huit États souverains ou associés à ceux-ci (Danemark, Espagne, Estonie, Finlande, Grèce, Norvège, Suède et Royaume-Uni).
Le 26 septembre 2020, le président de l'IIGA Jorgen Pettersson, annonce que les Jeux des îles de l'IIGA qui devaient se tenir à Guernesey en juillet 2021 ont été reportés à juillet 2023 en raison de la pandémie de Covid-19.

## Critères d'adhésion
La constitution de l'IIGA énumère les critères qui s'appliqueraient aux nouveaux candidats. Celles-ci limitent les applications aux territoires insulaires de moins de 125 000 habitants. Il doit y avoir une association locale d'organes directeurs d'au moins deux sports dans le programme de l'IIGA, à laquelle l'île peut participer "de manière adéquate". L'adhésion est limitée à 25.

## Membres

### Membres actuels
| - Anglesey - Aurigny - Bermudes - Îles Åland - Frøya - Gibraltar | - Gotland - Groenland - Guernesey - Hébrides occidentales - Hitra - Îles Caïmans | - Îles Féroé - Île de Man - Île Sainte-Hélène - Île de Wight - Jersey - Malouines | - Minorque - Orcades - Saaremaa - Sercq - Shetland - Gozo (nouveau) |

### Par pays
- Danemark (2): Groenland, Îles Féroé
- Espagne (1): Minorque
- Estonie (1): Saaremaa
- Finlande (1): Åland
- Norvège (2): Frøya, Hitra
- Suède (1): Gotland
- Malte (1): Gozo
- Royaume-Uni (15): Anglesey, Aurigny, Bermudes, Gibraltar, Guernesey, Hébrides occidentales, Îles Caïmans, Île de Man, Île Sainte-Hélène, Îles Malouines, Île de Wight, Jersey, Orcades, Sercq, Shetland

### Anciens membres
- Islande
- Île-du-Prince-Édouard
- Malte
- Rhodes

## Personnalités
Le processus de nomination des membres du comité exécutif de l'IIGA ont lieu tous les 2 ans à l'occasion des Jeux.

### Présidents de l'IIGA
| N° | Nom               | Période       |
| -- | ----------------- | ------------- |
| 1  | Noel Cringle      | 1985-1987     |
| 2  | Owen Le Vallee    | 1987-1989     |
| 3  | John Kjaer        | 1989-1991     |
| 4  | Dick Ekstrom      | 1991-1995 (2) |
| 5  | Alan Cross        | 1995-2001 (3) |
| 6  | Bo Frykenstam     | 2001-2005 (2) |
| 7  | Brian Partington  | 2005-2007     |
| 8  | Jorgen Pettersson | 2007-2024 (9) |
| 9  | Andrew Inkster    | 2024-en cours |

### Vice-présidents
| N° | Nom               | Période       |
| -- | ----------------- | ------------- |
| 1  | Owen Le Vallee    | 1985-1987     |
| 2  | John Kjaer        | 1987-1989     |
| 3  | Dick Ekstrom      | 1989-1991     |
| 4  | Maurice Lickens   | 1991-1993     |
| 5  | Alan Cross        | 1993-1995     |
| 6  | Bo Frykenstam     | 1995-2001 (3) |
| 7  | Brian Partington  | 2001-2005 (2) |
| 8  | Jorgen Pettersson | 2005-2007     |
| 9  | James Johnston    | 2007-2023 (9) |
| 10 | Andrew Inkster    | 2023-2024     |
| 11 | Anu Vares         | 2024-en cours |

### Trésorier
| N° | Nom              | Période       |
| -- | ---------------- | ------------- |
| 1  | Geoffrey Corlett | 1985-1993 (4) |
| 2  | Owen Le Vallee   | 1993-2001 (4) |
| 3  | Eric Legg        | 2001-2011 (5) |
| 4  | Jerry Whitsey    | 2011-2023 (7) |
| 5  | Steve Camm       | 2023-en cours |

### Secrétaire général
| N° | Nom              | Période       |
| -- | ---------------- | ------------- |
| 1  | Geoffrey Corlett | 1985-1993 (4) |
| 2  | Steve Cooil      | 1993-2000 (3) |
| 3  | Kay Batty        | 2000-2014 (7) |
| 4  | Andy Varnom      | 2014-2025 (6) |
| 5  | Gary Weightman   | 2025-en cours |

### Membre honoraire à vie
| N° | Nom                  | Période |
| -- | -------------------- | ------- |
| 1  | Noel Cringle †       | 1987    |
| 2  | Owen Le Vallee †     | 1989    |
| 3  | John Kjaer           | 1991    |
| 4  | Dick Ekstrom †       | 1995    |
| 5  | Norman Morgan        | 1999    |
| 6  | Thorsten Palmquist † | 2000    |
| 7  | Alan Cross           | 2001    |
| 8  | Bo Frykenstam †      | 2005    |
| 9  | Maurice Lickens †    | 2006    |
| 10 | Brian Partington     | 2007    |
| 11 | Geoffrey Karran      | 2009    |
| 12 | Eric Legg            | 2011    |
| 13 | Geoffrey Corlett †   | 2012    |
| 14 | Kay Batty            | 2014    |
| 15 | Bob McGinnigle       | 2015    |
| 16 | Jerry Whitsey        | 2023    |
| 17 | Jorgen Pettersson    | 2024    |

### Présidents du comité d'organisation
| N° | Nom               | Période |
| -- | ----------------- | ------- |
| 1  | Noel Cringle      | 1985    |
| 2  | Owen Le Vallee    | 1987    |
| 3  | Niels Nattestad   | 1989    |
| 4  | Dick Ekstrom      | 1991    |
| 5  | Maurice Lickens   | 1993    |
| 6  | Fred Chappory     | 1995    |
| 7  | Peter Pitcher     | 1997    |
| 8  | Lars Hammarström  | 1999    |
| 9  | Brian Partington  | 2001    |
| 10 | Stuart Falla      | 2003    |
| 11 | Gary Jakeman      | 2005    |
| 12 | Lee Minaidis      | 2007    |
| 13 | Dick Ekstrom (2)  | 2009    |
| 14 | David Ball        | 2011    |
| 15 | Jon Beard         | 2013    |
| 16 | Phil Austin       | 2015    |
| 17 | Jenny Sander      | 2017    |
| 18 | Linda Alvarez     | 2019    |
| 19 | Dame Mary Perkins | 2023    |
| 20 | Gordon Deans      | 2025    |

## Îles hôtes
| Edition | Année | Hôte(s)          | Îles | Sports | Athlètes |
| ------- | ----- | ---------------- | ---- | ------ | -------- |
| 1       | 1985  | Île de Man       | 15   | 7      | 700      |
| 2       | 1987  | Guernesey        | 18   | 9      | 1049     |
| 3       | 1989  | Îles Féroé       | 15   | 11     | 800      |
| 4       | 1991  | Îles Åland       | 17   | 13     | 1500     |
| 5       | 1993  | Île de Wight     | 19   | 14     | 1448     |
| 6       | 1995  | Gibraltar        | 18   | 14     | 1214     |
| 7       | 1997  | Jersey           | 19   | 14     | 2000     |
| 8       | 1999  | Gotland          | 22   | 14     | 1858     |
| 9       | 2001  | Île de Man (2)   | 22   | 15     | 2020     |
| 10      | 2003  | Guernesey (2)    | 23   | 15     | 2129     |
| 11      | 2005  | Shetland         | 24   | 15     | 2400     |
| 12      | 2007  | Rhodes           | 25   | 14     | 2700     |
| 13      | 2009  | Îles Åland (2)   | 25   | 15     | 3700     |
| 14      | 2011  | Île de Wight (2) | 24   | 17     | 2306     |
| 15      | 2013  | Bermudes         | 22   | 16     | 1127     |
| 16      | 2015  | Jersey (2)       | 24   | 14     | 3000     |
| 17      | 2017  | Gotland (2)      | 23   | 18     | 2333     |
| 18      | 2019  | Gibraltar (2)    | 22   | 14     | 1624     |
| 19      | 2023  | Guernesey (3)    | 18   | 14     |          |
| 20      | 2025  | Orcades          |      |        |          |
| 21      | 2027  | Îles Féroé (2)   |      |        |          |
| 22      | 2029  | Île de Man (3)   |      |        |          |
| 23      | 2031  | Gotland (3)      |      |        |          |

## Tableau des médailles de 1985 à 2019
| Rang | Île                   | Or  | Argent | Bronze | Total |
| ---- | --------------------- | --- | ------ | ------ | ----- |
| 1    | Jersey                | 556 | 542    | 626    | 1629  |
| 2    | Île de Man            | 481 | 454    | 450    | 1385  |
| 3    | Guernesey             | 430 | 465    | 492    | 1387  |
| 4    | Gotland               | 279 | 220    | 230    | 729   |
| 5    | Îles Féroé            | 242 | 223    | 278    | 743   |
| 6    | Îles Åland            | 178 | 183    | 185    | 546   |
| 7    | Île de Wight          | 178 | 174    | 216    | 568   |
| 8    | Îles Caïmans          | 117 | 93     | 82     | 292   |
| 9    | Saaremaa              | 108 | 106    | 90     | 304   |
| 10   | Bermudes              | 90  | 99     | 114    | 303   |
| 11   | Gibraltar             | 67  | 78     | 109    | 254   |
| 12   | Shetland              | 54  | 74     | 109    | 237   |
| 13   | Rhodes                | 51  | 44     | 43     | 138   |
| 14   | Minorque              | 50  | 50     | 67     | 167   |
| 15   | Islande               | 50  | 45     | 41     | 136   |
| 16   | Anglesey              | 30  | 38     | 53     | 121   |
| 17   | Hébrides occidentales | 28  | 18     | 25     | 71    |
| 18   | Orcades               | 23  | 40     | 48     | 111   |
| 19   | Groenland             | 20  | 28     | 31     | 79    |
| 20   | Île-du-Prince-Édouard | 6   | 6      | 9      | 21    |
| 21   | Malte                 | 6   | 2      | 2      | 10    |
| 22   | Hitra                 | 4   | 9      | 10     | 23    |
| 23   | Sercq                 | 3   | 10     | 9      | 22    |
| 24   | Île Sainte-Hélène     | 3   | 3      | 5      | 11    |
| 25   | Malouines             | 1   | 7      | 12     | 20    |
| 26   | Frøya                 | 1   | 1      | 2      | 4     |
| 27   | Aurigny               | 0   | 2      | 3      | 5     |
| 28   | Gozo                  | 0   | 0      | 0      | 0     |

## Sports
Les îles organisatrices choisissent entre 12 et 14 sports différents parmi la liste suivante :
| - Athlétisme (Résultats) - Badminton (Résultats) - Basket-ball (Résultats) - Bowling (Résultats) - Cyclisme (Résultats) - Football (Résultats) | - Golf (Résultats) - Gymnastique (Résultats) - Judo (Résultats) - Natation (Résultats) - Squash (Résultats) - Tennis (Résultats) | - Tennis de table (Résultats) - Tir (Résultats) - Tir à l'arc (Résultats) - Triathlon (Résultats) - Voile (Résultats) - Volley-ball (Résultats) |